# Nationalliga A (Schach) 2014
Die Nationalliga A 2014 war die höchste Spielklasse der Schweizerischen Mannschaftsmeisterschaft 2014. Der Titelverteidiger Schachklub Réti Zürich wurde erneut Schweizer Mannschaftsmeister, konnte den Zweitplatzierten SG Riehen aber nur aufgrund der besseren Brettpunkte auf Distanz halten. Aus der Nationalliga B waren im Vorjahr der SK Trubschachen und der Club d’échecs de Neuchâtel aufgestiegen. Während Neuchâtel den Klassenerhalt erreichte, musste Trubschachen zusammen mit dem SK Mendrisio absteigen.
Zu den gemeldeten Mannschaftskadern der teilnehmenden Vereine siehe Mannschaftskader der Schweizer Nationalliga A im Schach 2014.

## Spieltermine und -orte
Die Wettkämpfe fanden statt am 16. und 30. März, 18. Mai, 15. und 29. Juni, 6. und 7. September sowie 11. und 12. Oktober. Die beiden letzten Runden wurden zentral in Winterthur ausgerichtet, die übrigen Wettkämpfe fanden dezentral bei den beteiligten Vereinen statt.

## Endtabelle
| Pl. | Verein                         | Sp | G | U | V | MP   | Brett-P.  |
| --- | ------------------------------ | -- | - | - | - | ---- | --------- |
| 01. | Schachklub Réti Zürich (M)     | 9  | 8 | 0 | 1 | 16:2 | 47,5:24,5 |
| 02. | SG Riehen                      | 9  | 8 | 0 | 1 | 16:2 | 46,5:25,5 |
| 03. | SG Zürich                      | 9  | 7 | 0 | 2 | 14:4 | 46,5:25,5 |
| 04. | Club d’Echecs de Genève        | 9  | 7 | 0 | 2 | 14:4 | 42,0:30,0 |
| 05. | Schachklub Luzern              | 9  | 5 | 0 | 4 | 10:8 | 41,0:31,0 |
| 06. | SG Winterthur                  | 9  | 3 | 1 | 5 | 7:11 | 36,0:36,0 |
| 07. | Schwarz-Weiss Bern             | 9  | 3 | 0 | 6 | 6:12 | 30,5:41,5 |
| 08. | Club d’échecs de Neuchâtel (N) | 9  | 2 | 1 | 6 | 5:13 | 27,5:44,5 |
| 09. | SK Mendrisio                   | 9  | 1 | 0 | 8 | 2:16 | 24,5:47,5 |
| 10. | SK Trubschachen (N)            | 9  | 0 | 0 | 9 | 0:18 | 18,0:54,0 |

## Entscheidungen
|     | Schweizer Meister: Schachklub Réti Zürich                      |
|     | Absteiger in die Nationalliga B: SK Mendrisio, SK Trubschachen |
| (M) | Meister der letzten Saison                                     |
| (N) | Aufsteiger der letzten Saison                                  |

## Kreuztabelle
| Ergebnisse | Ergebnisse                 | 01. | 02. | 03. | 04. | 05. | 06. | 07. | 08. | 09. | 10. |
| ---------- | -------------------------- | --- | --- | --- | --- | --- | --- | --- | --- | --- | --- |
| 01.        | Schachklub Réti Zürich     |     | 4½  | 3½  | 4½  | 4½  | 4½  | 5½  | 7½  | 7   | 6   |
| 02.        | SG Riehen                  | 3½  |     | 4½  | 5   | 5   | 5½  | 5½  | 6½  | 4½  | 6½  |
| 03.        | SG Zürich                  | 4½  | 3½  |     | 3½  | 4½  | 6   | 6   | 5½  | 5½  | 7½  |
| 04.        | Club d’Echecs de Genève    | 3½  | 3   | 4½  |     | 5   | 5   | 5   | 4½  | 6½  | 5   |
| 05.        | Schachklub Luzern          | 3½  | 3   | 3½  | 3   |     | 6   | 5   | 8   | 4½  | 4½  |
| 06.        | SG Winterthur              | 3½  | 2½  | 2   | 3   | 2   |     | 6½  | 4   | 5   | 7½  |
| 07.        | Schwarz-Weiss Bern         | 2½  | 2½  | 2   | 3   | 3   | 1½  |     | 4½  | 5½  | 6   |
| 08.        | Club d’échecs de Neuchâtel | ½   | 1½  | 2½  | 3½  | 0   | 4   | 3½  |     | 6½  | 5½  |
| 09.        | SK Mendrisio               | 1   | 3½  | 2½  | 1½  | 3½  | 3   | 2½  | 1½  |     | 5½  |
| 10.        | SK Trubschachen            | 2   | 1½  | ½   | 3   | 3½  | ½   | 2   | 2½  | 2½  |     |

## Die Meistermannschaft
| 1.            | SK Réti Zürich |
| Schachfiguren | Sebastian Bogner, Mihajlo Stojanovic, Robert Fontaine, David Marciano, Joseph Gallagher, Ioannis Georgiadis, Evgeny Degtiarev, Severin Papa, Roland Ekström, Simon Kümin, Christian Maier, Jonas Wyss, Adrian Siegel. |

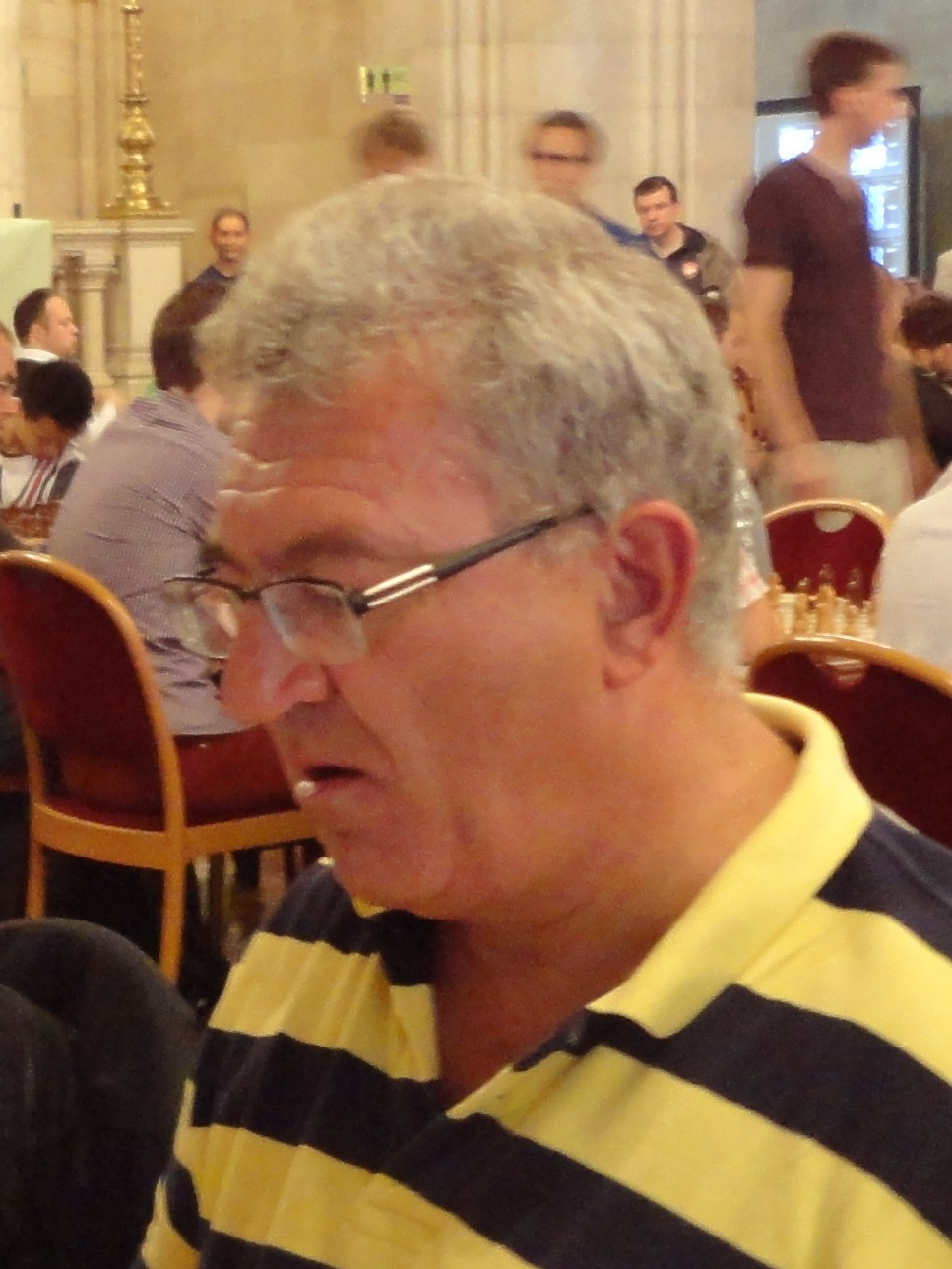
Christian Maier, 2015